# Blain, Pennsylvania
Blain är en ort i Perry County i delstaten Pennsylvania, USA.